# 칙 톨슨
찰스 줄리어스 "칙" 톨슨(영어: Charles Julius "Chick" Tolson, 1895년 5월 3일~1965년 4월 16일)은 미국의 프로 야구 선수로, 포지션은 1루수였다. 1925년부터 1930년까지 메이저 리그 베이스볼(MLB)의 클리블랜드 인디언스와 시카고 컵스에서 뛰었다.
통산 5시즌 동안 144경기에 출전해 275타수 78안타로 타율 .284, 23득점, 4홈런, 45타점을 기록했다. 1루수 포지션을 맡으면서 .985의 수비율을 기록했다.